# Lake Secession
Lake Secession – jednostka osadnicza w Stanach Zjednoczonych, w stanie Karolina Południowa, w hrabstwie Abbeville.